# Federico Cristiano II di Schleswig-Holstein-Sonderburg-Augustenburg
Federico Cristiano II di Schleswig-Holstein-Sonderburg-Augustenburg, duca di Augustenburg (Augustenborg, 28 settembre 1765 – Augustenborg, 14 giugno 1814), è stato un principe danese e un magnate feudale. Era proprietario dell'isola di Als e di alcuni altri castelli, come ad esempio Sønderborg, nello Schleswig.

## Biografia
Era il figlio maggiore del duca Federico Cristiano I di Schleswig-Holstein-Sonderburg-Augustenburg (1721-1794) e della moglie, la cugina principessa Carlotta Amalia Guglielmina di Schleswig-Holstein-Sonderburg-Plön (1744-1770). Fino alla morte del padre ebbe il titolo di "principe ereditario di Augustenburg".
Aveva larga parte di sangue danese nelle sue vene, visto che le sue nonne materna e paterna e la bisnonna paterna erano state, rispettivamente, contessa di Reventlow, contessa di Danneskiold-Samsoe e contessa di Ahlefeldt-Langeland. Era imparentato con tutte le famiglie importanti dell'alta nobiltà della Danimarca. Il suo albero genealogico, tuttavia, comprendeva soprattutto antenati comitali, invece che principi reali e duchi dei piccoli stati tedeschi, come era comune per il casato degli Oldenburg.
Nel 1786, ventenne, sposò una sua lontana cugina, la quattordicenne principessa Luisa Augusta di Danimarca e Norvegia (1771-1843), figlia della regina Carolina Matilde di Danimarca. Luisa Augusta era nata durante il matrimonio della regina con il folle re Cristiano VII di Danimarca e Norvegia, ma non ufficialmente era ritenuta figlia naturale di Johann Friedrich Struensee, medico reale e reggente de facto della nazione al momento della sua nascita e a volte veniva chiamata la petite Struensee.
Il matrimonio fu frutto della politica del ministro degli esteri danese, Andreas Peter Bernstorff: nel 1779 progettò 
per la giovane principessa, come qualche volta accadeva per bambini reali sospettati di essere il frutto di un legame illecito della madre, il matrimonio con un altro membro della casa reale, il principe ereditario di Augustenburg, legando ancora più strettamente i rapporti tra le due linee dinastiche reali danesi, la casa di Oldenburg e quella collaterale di Augusteburg, scoraggiando così la minaccia di una scissione del regno. 
Gli accordi vincolanti vennero conclusi nel 1780 e nella primavera del 1785 il duca Federico Cristiano II si recò a Copenaghen, dove venne annunciato il fidanzamento. Un anno dopo, il 27 maggio 1786, al castello di Christiansborg si celebrò il matrimonio.
La coppia visse al castello per alcuni anni, fino al suo incendio nel 1794 e alla quasi contemporanea morte del padre di Federico Cristiano II. Il principe ereditò quindi le tenute ed il ducato di Augustenburg dal padre. Dopo il 1794 i duchi trascorsero le estati sull'isola di Als e a Gråsten.
La coppia ebbe tre figli:
- Carolina Amalia (Copenaghen, 28 settembre 1796 – 9 marzo 1881), che nel 1815 sposò il principe Cristiano Federico di Danimarca, futuro re Cristiano VIII, il quale in precedenza, nel 1814, si era proclamato re di Norvegia, poco prima della conquista svedese. Divenne quindi regina di Danimarca e morì senza figli nel 1881, col titolo di  "sua maestà la regina madre di Danimarca".
- Cristiano Augusto (Copenaghen, 19 luglio 1798 – Primkenau, 11 marzo 1869), che divenne duca di Schleswig-Holstein-Sonderburg-Augustenburg. Per risultare maggiormente gradito a chi nutriva sentimenti filo-danesi nel 1820 venne sposato ad una parente, la contessa Luisa Sofia di Danneskjold-Samsoe (1797-1867), imparentata con i re di Danimarca ed appartenente ad un ramo illegittimo della casa di Oldeburg. Fu una figura centrale nella questione dello Schleswig-Holstein degli anni 1850 e 1860; a seguito della prima guerra dello Schleswig, vendette i suoi diritti sul ducato di Schleswig-Holstein alla Danimarca, in osservanza del trattato di Londra, per tornare poi sui suoi passi in favore del figlio Federico Augusto. Cristiano era cognato del re Cristiano VIII e nipote di Federico VI. Fu padre, tra gli altri, di:
  - Federico Augusto, duca di Schleswig-Holstein-Sonderburg-Augustenburg; nel 1863 avanzò le proprie pretese di succedere al re Federico VII di Danimarca come duca di Schleswig-Holstein.
- Federico Emilio Augusto, principe di Noer (Kiel, 23 agosto 1800 – Beirut, 2 luglio 1865); nel 1829 sposò la contessa Enrichetta di Danneskjold-Samsøe (1806-1858) e fu padre di:
  - Federico Cristiano Carlo Augusto (1830-1881), che sposò la Carmelita Eisenblat
  - Luisa Carolina Enrichetta Augusta (1836-1866), che sposò Michael, principe Vlangali-Handjeri.

Col passare degli anni, si crearono dei conflitti tra Federico Cristiano II ed il fratello di Luisa Augusta, il re Federico VI, specialmente per quanto riguardava la relazione tra il doppio ducato di Schleswig-Holstein ed il suo piccolo appannaggio nei pressi di Sønderborg da una parte e la monarchia danese dall'altra. Sua moglie, ciononostante, rimase fedele alla causa della sua famiglia di nascita.
Nel 1810 suo fratello minore Carlo Augusto venne scelto dagli svedesi come loro nuovo principe della corona, per succedere a Carlo XIII; purtroppo Carlo Augusto morì durante la primavera e quindi Federico Cristiano tentò egli stesso di essere designato successore al trono svedese. Infine venne eletto Jean-Baptiste Jules Bernadotte, maresciallo di Francia e principe di Pontecorvo. Luisa Augusta si oppose fermamente alla questione svedese ed infatti operò attivamente per minare le opportunità del marito.
La loro relazione coniugale si sgretolò e Federico Cristiano cercò di limitare legalmente l'influenza della moglie sul futuro dei loro figli; egli morì il 14 giugno 1814 e gli successe il figlio maggiore, Cristiano, allora sedicenne. La duchessa vedova prese quindi immediatamente il controllo della tenuta di Augustenborg e dell'educazione dei figli. Nel 1820 Cristiano ritornò da un lungo viaggio all'estero e prese la tenuta per sé e per i suoi eredi.
Federico Cristiano fu membro della Massoneria.

## Ascendenza
|                                                                        |                                                                   |                                                           | Genitori                                               |  |  | Nonni |  |  | Bisnonni                                                            |  |  | Trisnonni                                                        |  |
|                                                                        |                                                                   |                                                           |                                                        |  |  |       |  |  | 8. Federico Guglielmo di Schleswig-Holstein-Sonderburg-Augustenburg |  |  | 16. Ernest Gunther di Schleswig-Holstein-Sonderburg-Augustenburg |  |
|                                                                        |                                                                   |                                                           |                                                        |  |  |       |  |  | 8. Federico Guglielmo di Schleswig-Holstein-Sonderburg-Augustenburg |  |  | 16. Ernest Gunther di Schleswig-Holstein-Sonderburg-Augustenburg |  |
|                                                                        |                                                                   | 17. Augusta di Schleswig-Holstein-Sonderburg-Glücksburg   |                                                        |  |  |       |  |  | 8. Federico Guglielmo di Schleswig-Holstein-Sonderburg-Augustenburg |  |  |                                                                  |  |
| 4. Cristiano Augusto I di Schleswig-Holstein-Sonderburg-Augustenburg   |                                                                   |                                                           |                                                        |  |  |       |  |  | 8. Federico Guglielmo di Schleswig-Holstein-Sonderburg-Augustenburg |  |  |                                                                  |  |
|                                                                        |                                                                   | 9. Sofia Amalia von Ahlefeld                              | 18. Federico Ahlefeldt von Langeland                   |  |  |       |  |  |                                                                     |  |  |                                                                  |  |
|                                                                        |                                                                   | 9. Sofia Amalia von Ahlefeld                              | 18. Federico Ahlefeldt von Langeland                   |  |  |       |  |  |                                                                     |  |  |                                                                  |  |
|                                                                        |                                                                   | 9. Sofia Amalia von Ahlefeld                              | 19. Marie Elisabetta von Leiningen-Hartenburg-Dagsburg |  |  |       |  |  |                                                                     |  |  |                                                                  |  |
| 2. Federico Cristiano I di Schleswig-Holstein-Sonderburg-Augustenburg  |                                                                   | 9. Sofia Amalia von Ahlefeld                              |                                                        |  |  |       |  |  |                                                                     |  |  |                                                                  |  |
|                                                                        |                                                                   | 10. Christian Gyldenlove di Danneskiold-Samsøe            | 20. Cristiano V di Danimarca                           |  |  |       |  |  |                                                                     |  |  |                                                                  |  |
|                                                                        |                                                                   | 10. Christian Gyldenlove di Danneskiold-Samsøe            | 20. Cristiano V di Danimarca                           |  |  |       |  |  |                                                                     |  |  |                                                                  |  |
|                                                                        |                                                                   | 10. Christian Gyldenlove di Danneskiold-Samsøe            | 21. Sofia Amalia Moth                                  |  |  |       |  |  |                                                                     |  |  |                                                                  |  |
| 5. Luisa Federica di Danneskiold-Samsøe                                |                                                                   | 10. Christian Gyldenlove di Danneskiold-Samsøe            |                                                        |  |  |       |  |  |                                                                     |  |  |                                                                  |  |
|                                                                        |                                                                   | 11. Carlotta Amalia von Danneskiold-Laurvig               | 22. Ulrico Federico Gyldenløve                         |  |  |       |  |  |                                                                     |  |  |                                                                  |  |
|                                                                        |                                                                   | 11. Carlotta Amalia von Danneskiold-Laurvig               | 22. Ulrico Federico Gyldenløve                         |  |  |       |  |  |                                                                     |  |  |                                                                  |  |
|                                                                        |                                                                   | 11. Carlotta Amalia von Danneskiold-Laurvig               | 23. Antonietta Augusta di Aldenburg                    |  |  |       |  |  |                                                                     |  |  |                                                                  |  |
| 1. Federico Cristiano II di Schleswig-Holstein-Sonderburg-Augustenburg |                                                                   | 11. Carlotta Amalia von Danneskiold-Laurvig               |                                                        |  |  |       |  |  |                                                                     |  |  |                                                                  |  |
|                                                                        | 12. Cristiano Carlo di Schleswig-Holstein-Sonderburg-Plön-Norburg | 24. Augusto di Schleswig-Holstein-Sonderburg-Plön-Norburg |                                                        |  |  |       |  |  |                                                                     |  |  |                                                                  |  |
|                                                                        | 12. Cristiano Carlo di Schleswig-Holstein-Sonderburg-Plön-Norburg | 24. Augusto di Schleswig-Holstein-Sonderburg-Plön-Norburg |                                                        |  |  |       |  |  |                                                                     |  |  |                                                                  |  |
|                                                                        | 12. Cristiano Carlo di Schleswig-Holstein-Sonderburg-Plön-Norburg | 25. Elisabetta Carlotta di Anhalt-Harzgerode              |                                                        |  |  |       |  |  |                                                                     |  |  |                                                                  |  |
| 6. Federico Carlo di Schleswig-Holstein-Sonderburg-Plön                | 12. Cristiano Carlo di Schleswig-Holstein-Sonderburg-Plön-Norburg |                                                           |                                                        |  |  |       |  |  |                                                                     |  |  |                                                                  |  |
|                                                                        |                                                                   | 13. Dorotea Cristina von Aichelberg                       | 26. Giovanni Francesco von Aichelberg                  |  |  |       |  |  |                                                                     |  |  |                                                                  |  |
|                                                                        |                                                                   | 13. Dorotea Cristina von Aichelberg                       | 26. Giovanni Francesco von Aichelberg                  |  |  |       |  |  |                                                                     |  |  |                                                                  |  |
|                                                                        |                                                                   | 13. Dorotea Cristina von Aichelberg                       | 27. Ernestina Leopoldina von Khevenhüller              |  |  |       |  |  |                                                                     |  |  |                                                                  |  |
| 3. Carlotta Amalia Guglielmina di Schleswig-Holstein-Sonderburg-Plön   |                                                                   | 13. Dorotea Cristina von Aichelberg                       |                                                        |  |  |       |  |  |                                                                     |  |  |                                                                  |  |
|                                                                        |                                                                   | 14. Cristiano Detlev von Reventlow                        | 28. Corrado von Reventlow                              |  |  |       |  |  |                                                                     |  |  |                                                                  |  |
|                                                                        |                                                                   | 14. Cristiano Detlev von Reventlow                        | 28. Corrado von Reventlow                              |  |  |       |  |  |                                                                     |  |  |                                                                  |  |
|                                                                        |                                                                   | 14. Cristiano Detlev von Reventlow                        | 29. Anna Margherita Gabel                              |  |  |       |  |  |                                                                     |  |  |                                                                  |  |
| 7. Cristina Irmingarda von Reventlow                                   |                                                                   | 14. Cristiano Detlev von Reventlow                        |                                                        |  |  |       |  |  |                                                                     |  |  |                                                                  |  |
|                                                                        |                                                                   | 15. Benedetta Margherita von Brockdorff                   | 30. Cai Brockdorff                                     |  |  |       |  |  |                                                                     |  |  |                                                                  |  |
|                                                                        |                                                                   | 15. Benedetta Margherita von Brockdorff                   | 30. Cai Brockdorff                                     |  |  |       |  |  |                                                                     |  |  |                                                                  |  |
|                                                                        |                                                                   | 15. Benedetta Margherita von Brockdorff                   | 31. Edvige Ranzau                                      |  |  |       |  |  |                                                                     |  |  |                                                                  |  |
|                                                                        |                                                                   | 15. Benedetta Margherita von Brockdorff                   |                                                        |  |  |       |  |  |                                                                     |  |  |                                                                  |  |

## Titoli e trattamento
- 28 settembre 1765 – 13 novembre 1794: sua altezza serenissima il principe ereditario di Schleswig-Holstein-Sonderburg-Augustenburg
- 13 novembre 1794 – 14 giugno 1814: sua altezza serenissima il duca di Schleswig-Holstein-Sonderburg-Augustenburg